# 이설아 (기상 캐스터)
이설아(李雪兒, 1978년 8월 4일 ~ )은 대한민국의 KBS 기상 캐스터다.

## 학력
- 충남대학교 정치외교학과 학사
- 고려대학교 언론대학원 방송영상학과 언론학 석사

## 경력
| 연도        | 사항                |
| ----------- | ------------------- |
| 2002.11.11~ | KBS 기상캐스터      |
| 2009.7      | 충남대학교 홍보대사 |

## 진행

### TV
- 《KBS 오전 5시 뉴스》 오전 5시 : 월요일 ~ 토요일 기상캐스터 (전) (2016 ~ 2018)
- 《생방송 아침이 좋다》 오전 7시 : 월요일 ~ 금요일 기상캐스터 (전) (2016.4.25 ~ 2019.6.14)
- 《KBS 뉴스라인》 밤 11시 : 월요일 ~ 금요일 기상캐스터 (전) (2007 ~ 2008)
- 《KBS 뉴스 9》 밤 9시 : 일요일 기상캐스터 (전) (2006.12.24 ~ 2008.12.28)
- 《지구촌 뉴스》 오전 10시 40분 : 월요일 ~ 금요일 기상캐스터 (전) (2019.6.17 ~ 2023.12.22)
- 2004.11.1 ~ 현재《KBS 아침뉴스타임》 오전 10시 : 월요일 ~ 금요일 기상캐스터
- 2019.6.17 ~ 현재《KBS 930 뉴스》 오전 9시 30분 : 월요일 ~ 금요일 기상캐스터